# در هفت کوه
در هفت کوه، روستایی از توابع بخش طغرالجرد شهرستان کوهبنان در استان کرمان ایران است.

## جمعیت
این روستا در دهستان طغرل الجرد قرار دارد و براساس سرشماری مرکز آمار ایران در سال ۱۳۸۵، جمعیت آن زیر سه خانوار بوده‌است.